# Estruvita
La struvita o estruvita es un mineral de la clase de los minerales fosfatos, y dentro de esta pertenece al llamado “grupo de la estruvita”. Fue descubierta en 1846 al reconstruir la iglesia de San Nicolás, en Hamburgo (Alemania), siendo nombrada así en honor de Heinrich C. G. Struve, diplomático ruso en Alemania. Sinónimos poco usados son: guanita o struveíta.

## Características químicas
Es un fosfato hidratado de amonio y magnesio. El grupo de estruvita en que se encuadra son todos fosfatos con magnesio. Es isomorfo con la struvita-K, el análogo con potasio en lugar de amonio.

## Formación y yacimientos

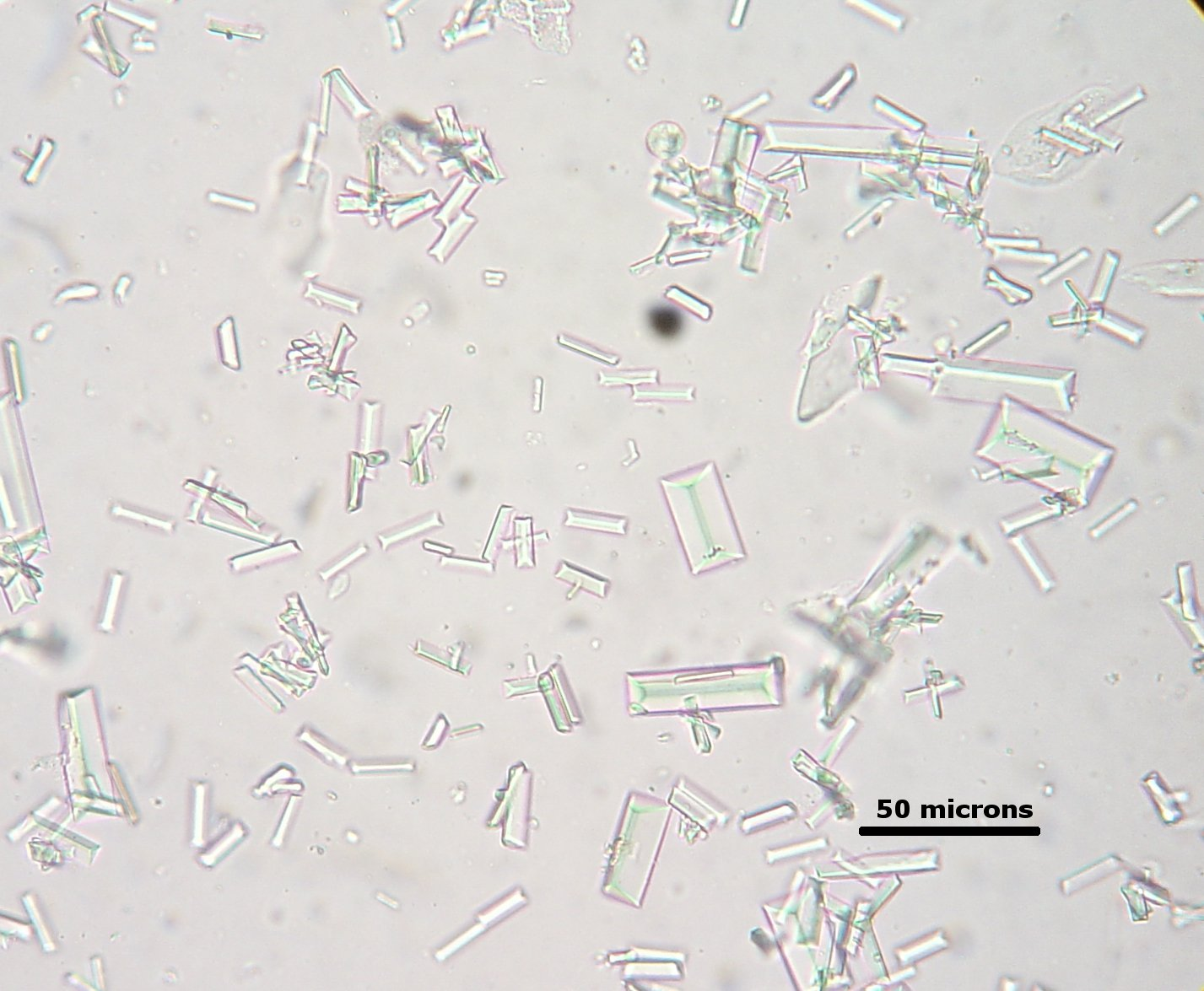
Estruvita en orina de perro.

Se encontró en Hamburgo en la tierra de turba mezclada con estiércol de ganado vacuno en un antiguo estercolero medieval, donde se formó como producto de la putrefacción de materia orgánica por la acción bacteriana. Típicamente formada a partir del guano de ave o de murciélago en el interior de cuevas o depósitos de superficie. Se ha encontrado ocasionalmente como un material de textura arenosa en latas de atún. También aparece en fosas de purines, a veces como cristales relativamente grandes.
Suele encontrarse asociada a otros minerales como: newberyita, hannayita, brushita o stercorita.

## Cálculos renales
Se ha encontrado como constituyente de los cálculos del riñón humano y de la vejiga urinaria, en aparatos urinarios alcalinizados e infectados por bacterias, especialmente en gatos.